# Carl Weintraub
Carl Weintraub (27 marzo 1946) è un attore statunitense.
È sposato con l'attrice Laurie O'Brien.

## Filmografia parziale

### Attore
- Beverly Hills cop - Un piedipiatti a Beverly Hills, regia di Martin Brest (1984)
- Air Force One, regia di Wolfgang Petersen (1997)
- E.R. - Medici in prima linea (4 episodi, 2000-2001)
- Senza traccia - serie TV, 1 episodio (2004)
- StartUp - serie tv 2016

### Doppiatore
- Oliver & Company (1988)

## Doppiatori italiani
- Massimo Lodolo in Beverly Hills cop - Un piedipiatti a Beverly Hills
- Massimo Rinaldi in Oliver & Company